# 靴

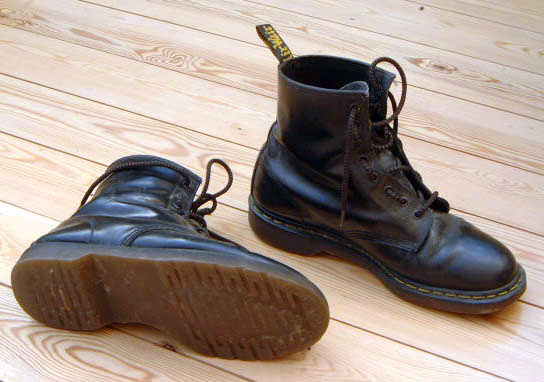
傳統的黑皮革Dr. Martens靴

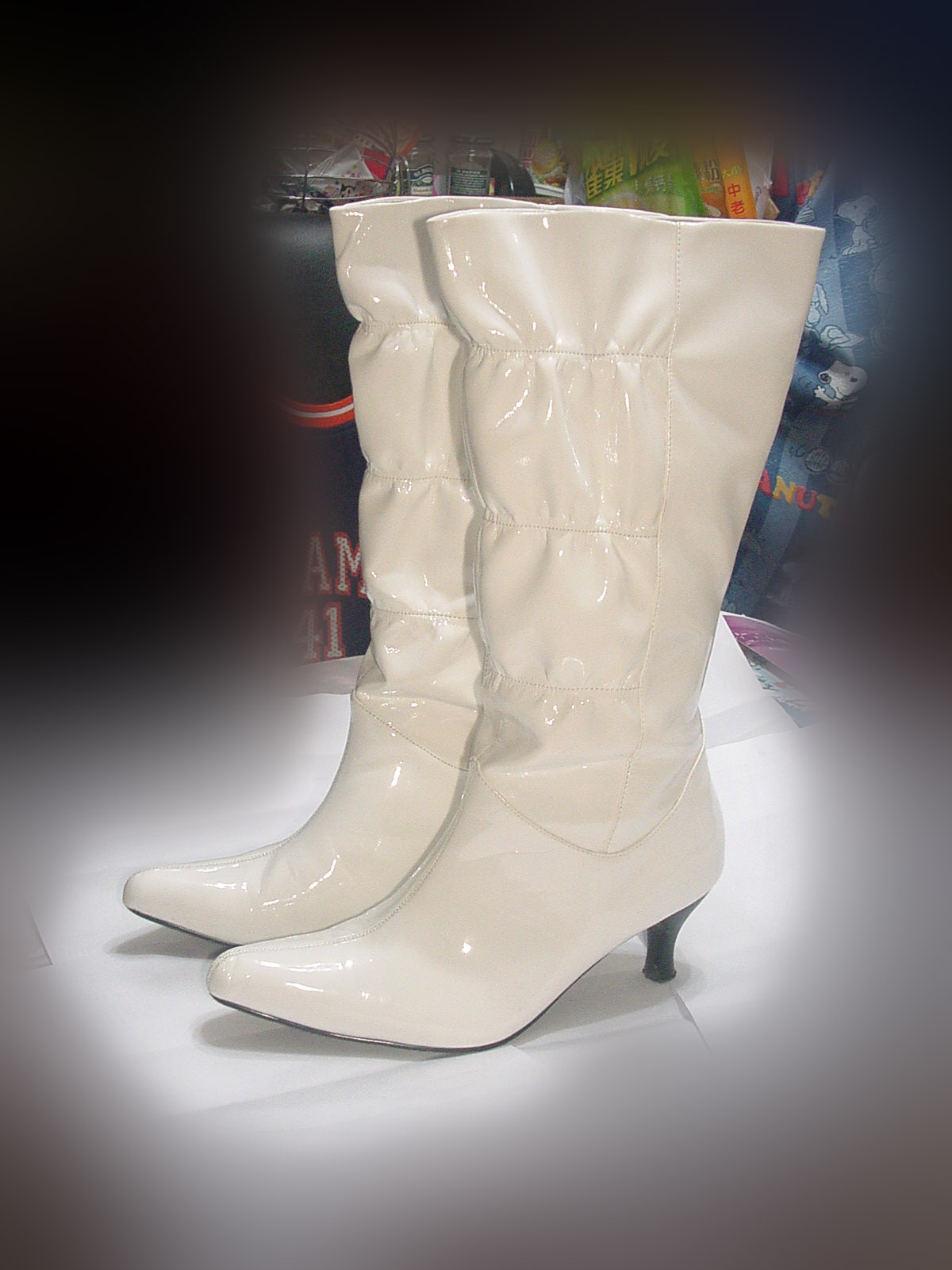
一對白色漆皮及膝細高跟長靴（鞋跟高6公分／2.36英吋）

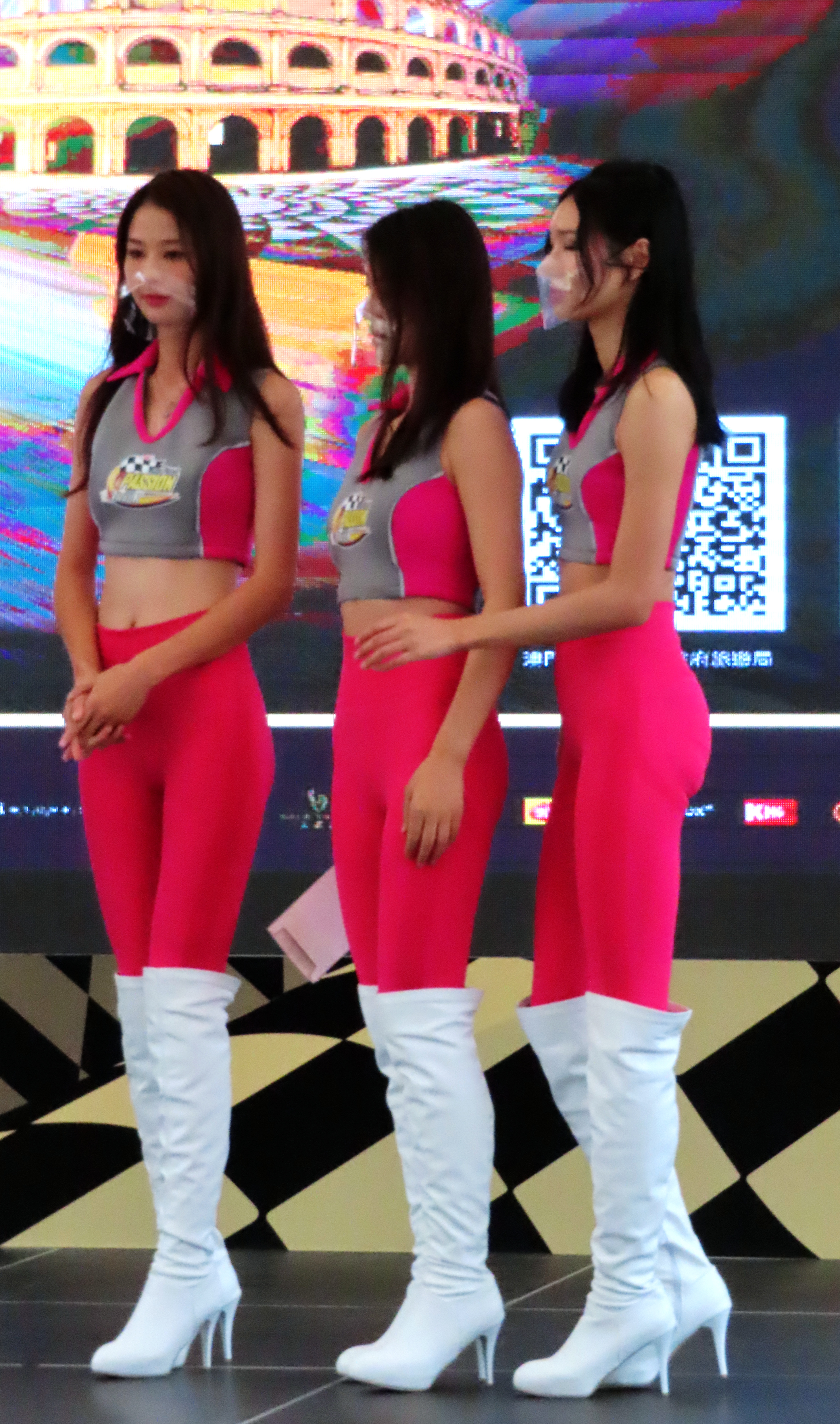
穿著高跟長靴

靴是一種鞋類，穿著於腳上並最少掩蓋腳掌、足踝，可伸展至小腿甚至膝蓋。靴可有各種不同的高度、顏色、物料及樣式，大部份有明顯的鞋跟。靴原是一種為工作而設的鞋類。
靴子的作用有很多，大多数用于工作场所，有些是为了保暖，有的是为了让穿着者显得性感，有的是为了表演，甚至能被用来cosplay。

## 不同種類的靴
設計作保護腳部的靴可以由一塊如皮革或橡膠等物料緊密縫製而成，以防止水份、泥或塵土等由鞋帶或鞋舌的空隙進入腳部。 

其他種類的靴一般製作甚為堅韌，以在極端惡劣或工廠等環境對腳部作全面保護。特製的靴可暫時保護鋼鐵工人免被熔解中的金屬傷害，保護化工廠工人免暴露於各種化學品之中，更有隔絕保護設計的靴，為在南極步行者而設。但大部份工作靴是由皮革製造，並漸漸演變成主流時裝，例如男裝靴。
為男性而設計的時裝靴則有更多變化，像其他鞋類一樣，可以是尖頭、高跟、幼跟、厚底，或設有拉鍊等。亦有各種不同顏色變化。穿靴近年亦很流行。
各種特製的靴為不同運動，例如欖球、美式足球、馬術、滑雪、雪板、溜冰、摩托車，或在水濕環境下的運動而設計。

## 靴的種類

### 長度
- Demi靴
- 踝靴
- 短靴
- 中筒靴
- 長靴
- 過膝長靴

### 型態
- 厚底靴
- 雨靴
- 長靴
- 過膝長靴（英语：Thigh-high boots）
- 高筒防水胶靴
- 涉水褲

### 用途
- 技師靴
- 牛仔靴
- 戰鬥靴
- 馬靴

### 圖片

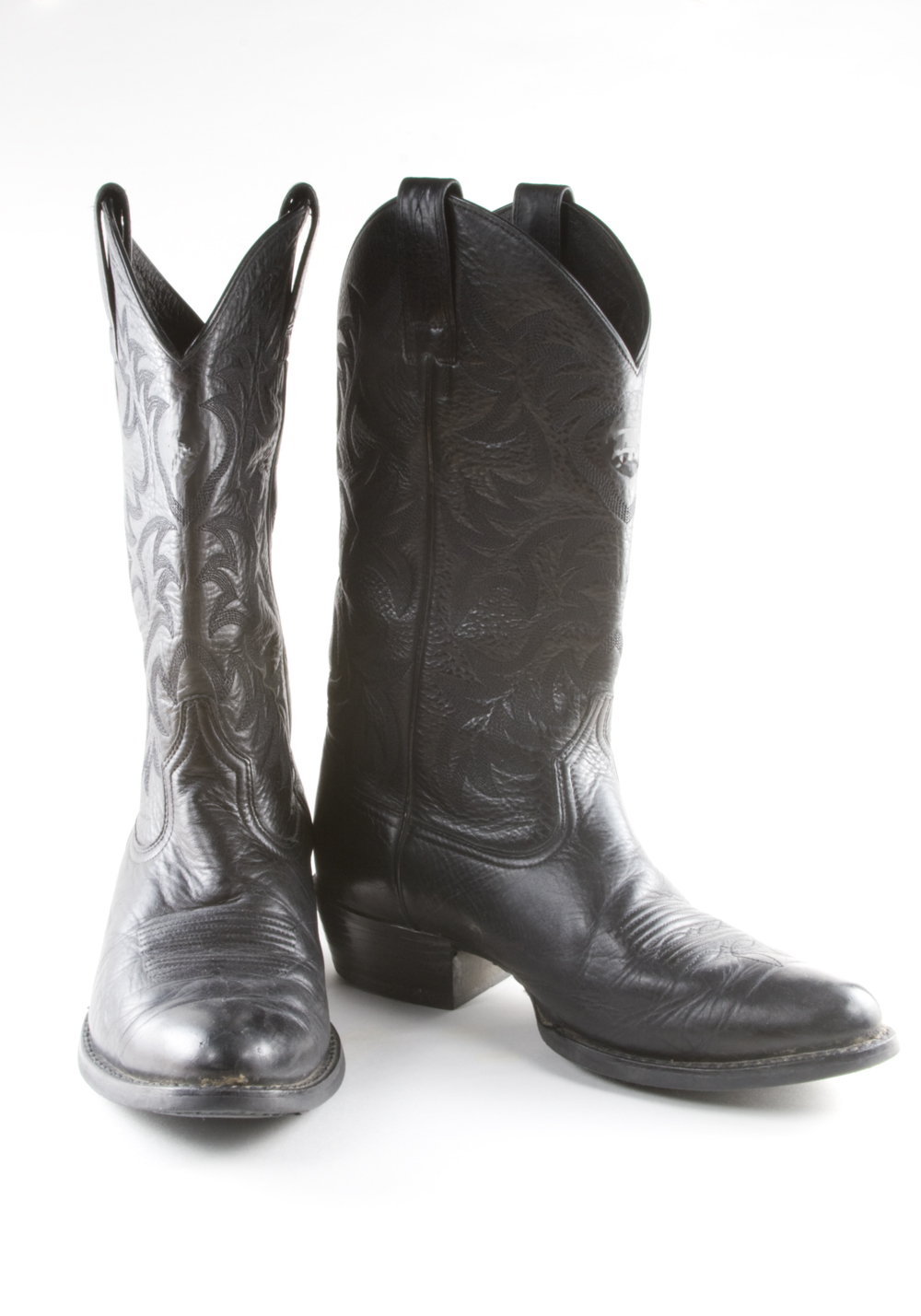
牛仔靴
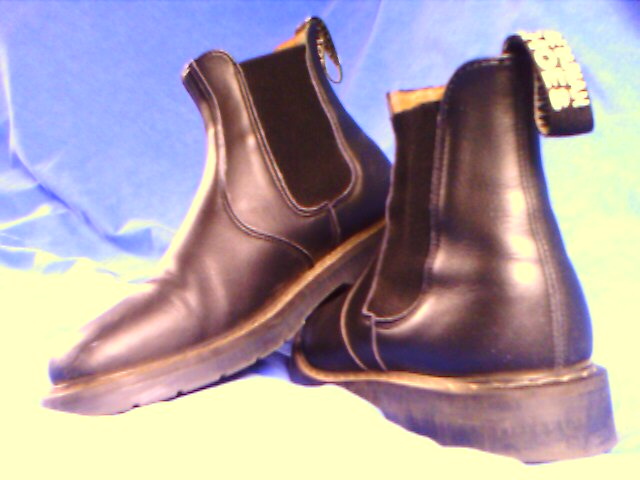
切爾西靴
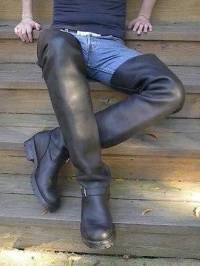
過膝長靴
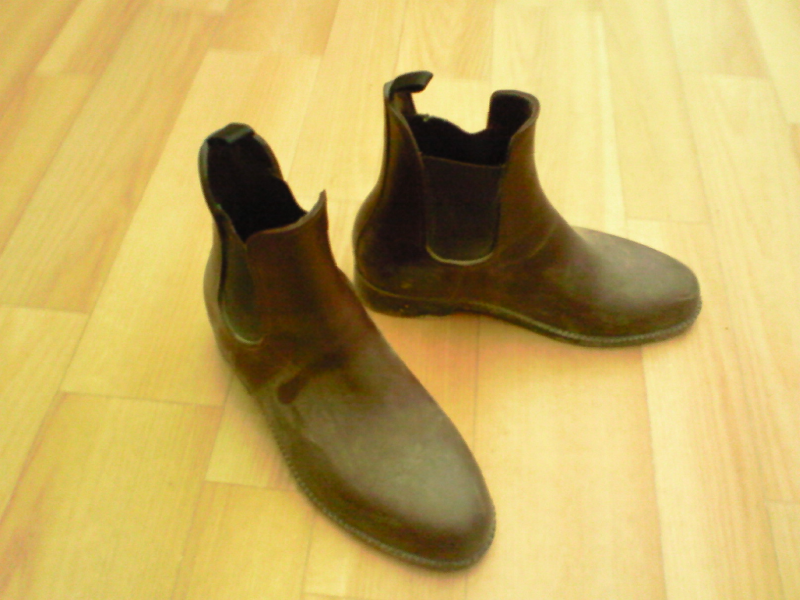
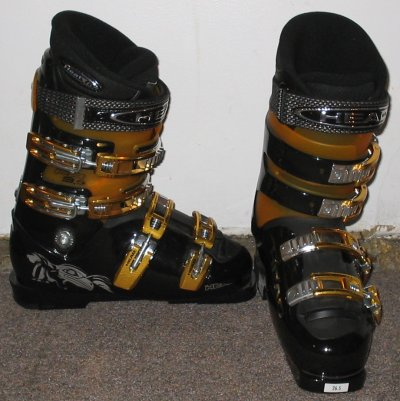
滑雪靴
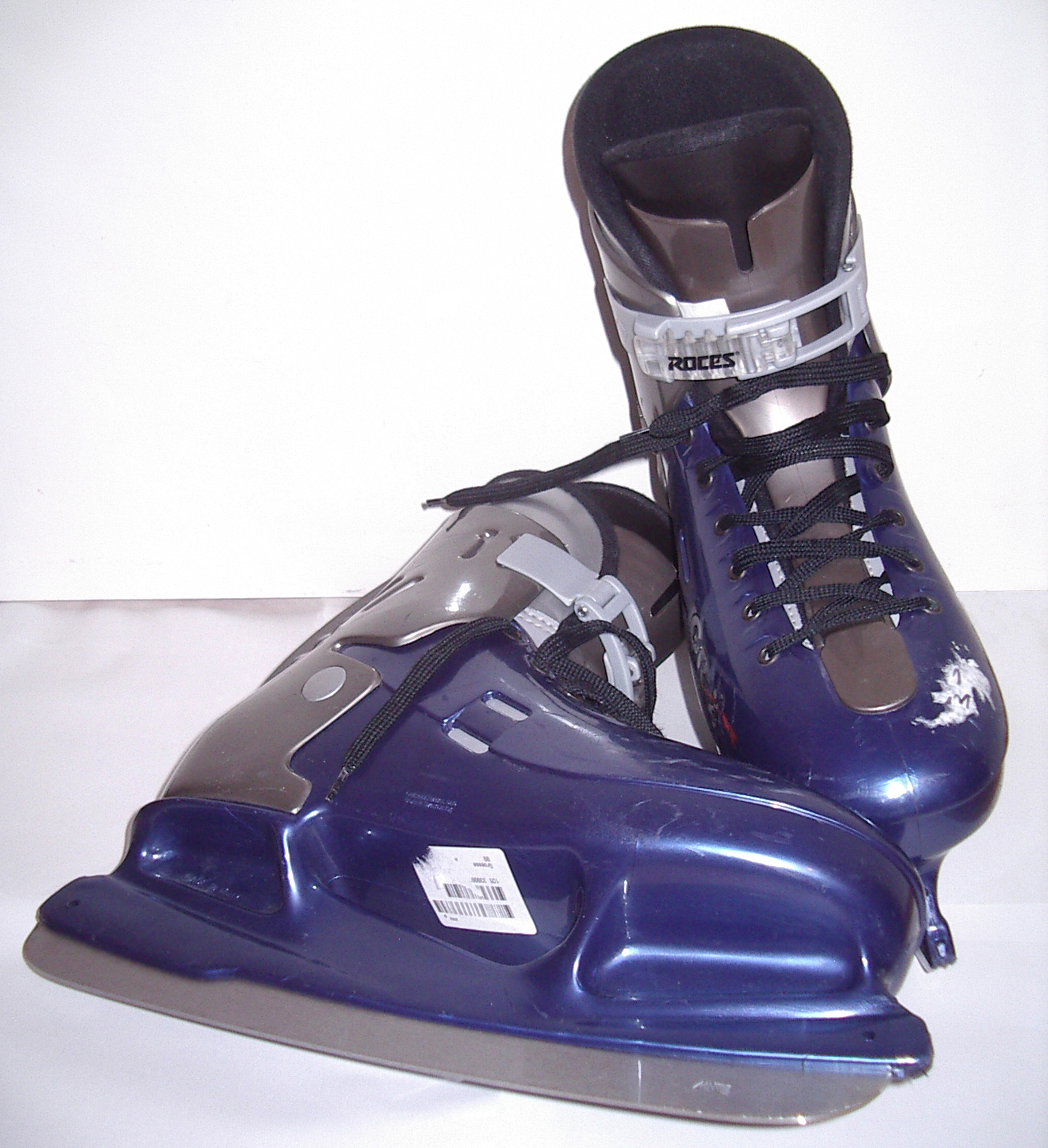
滑冰鞋
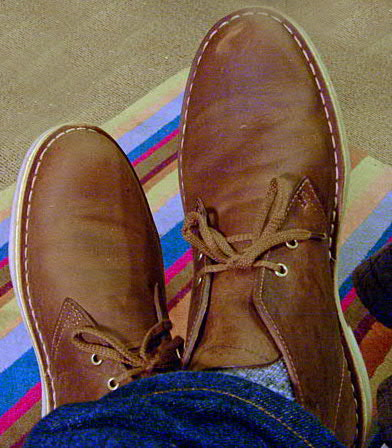
沙漠靴
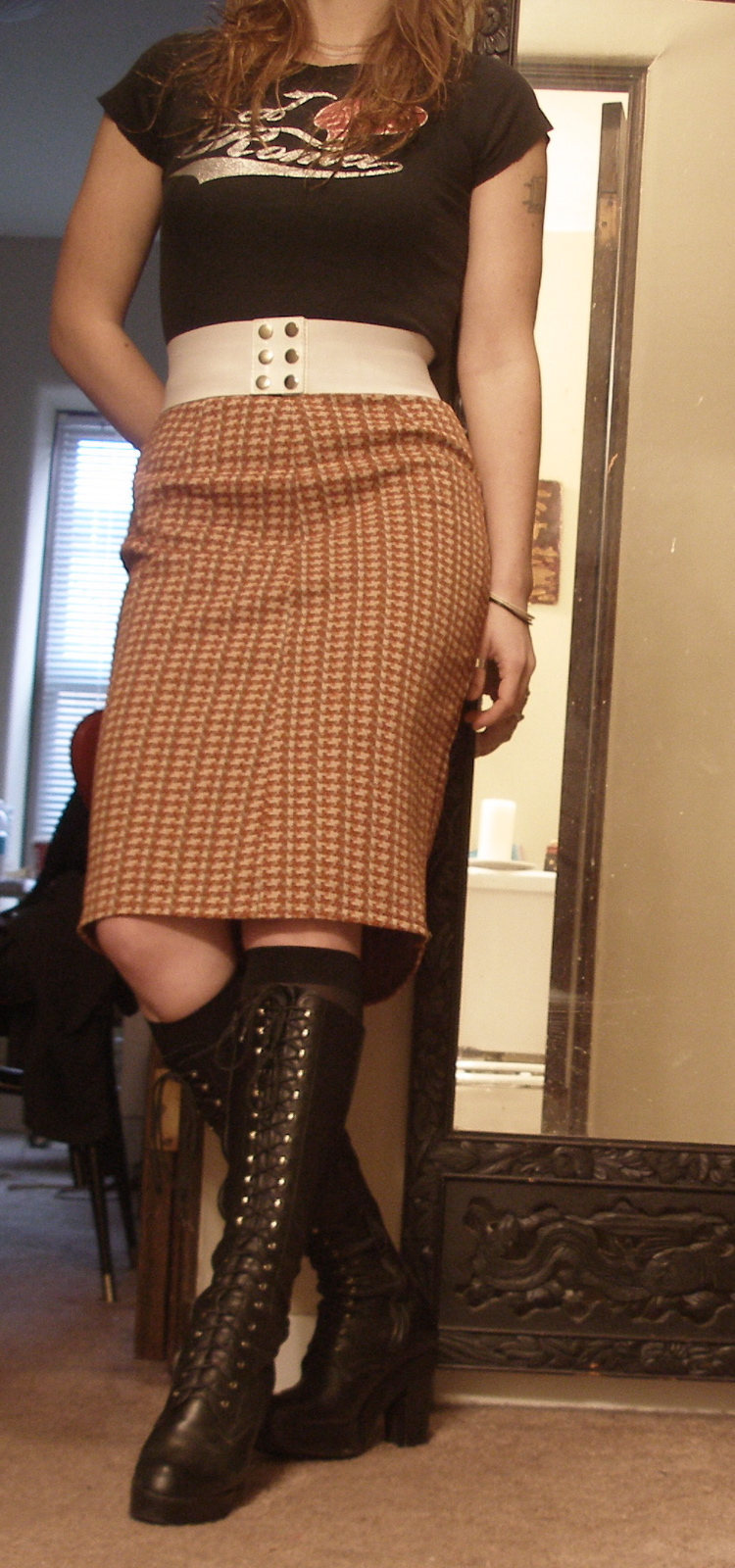
绑带长靴
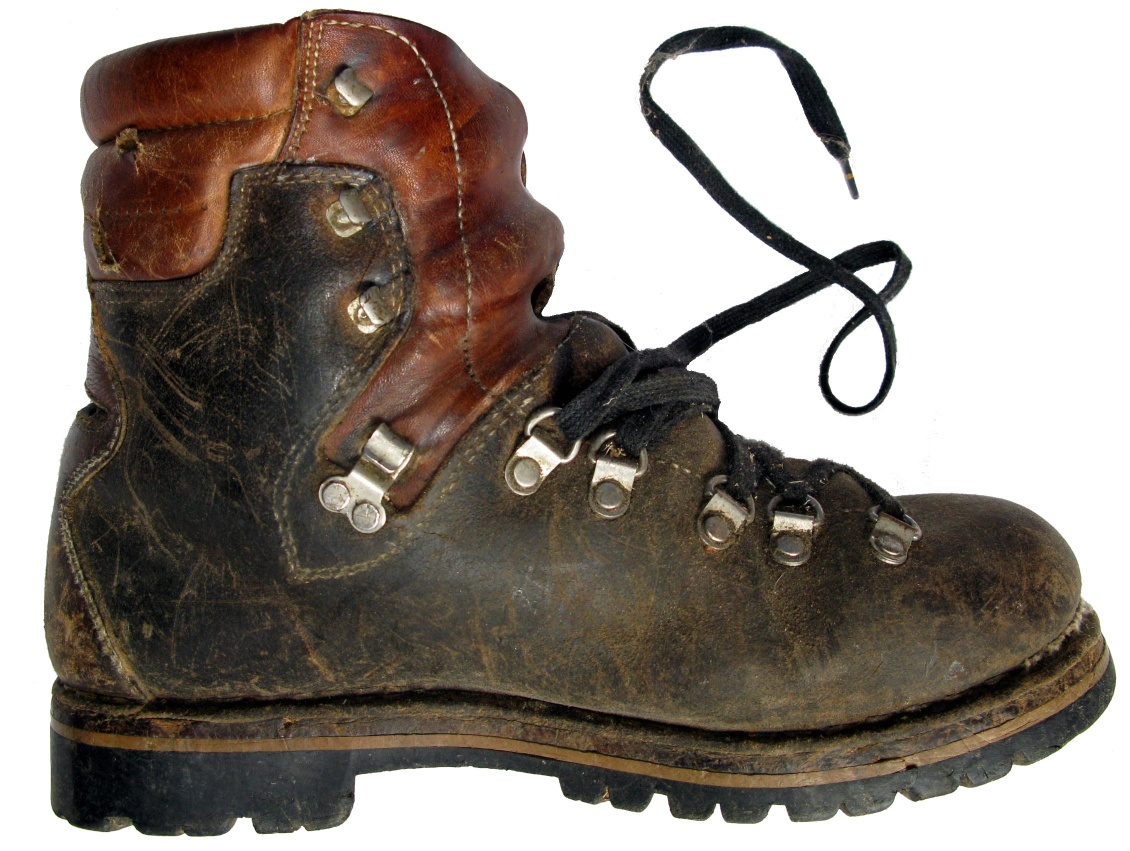
登山靴
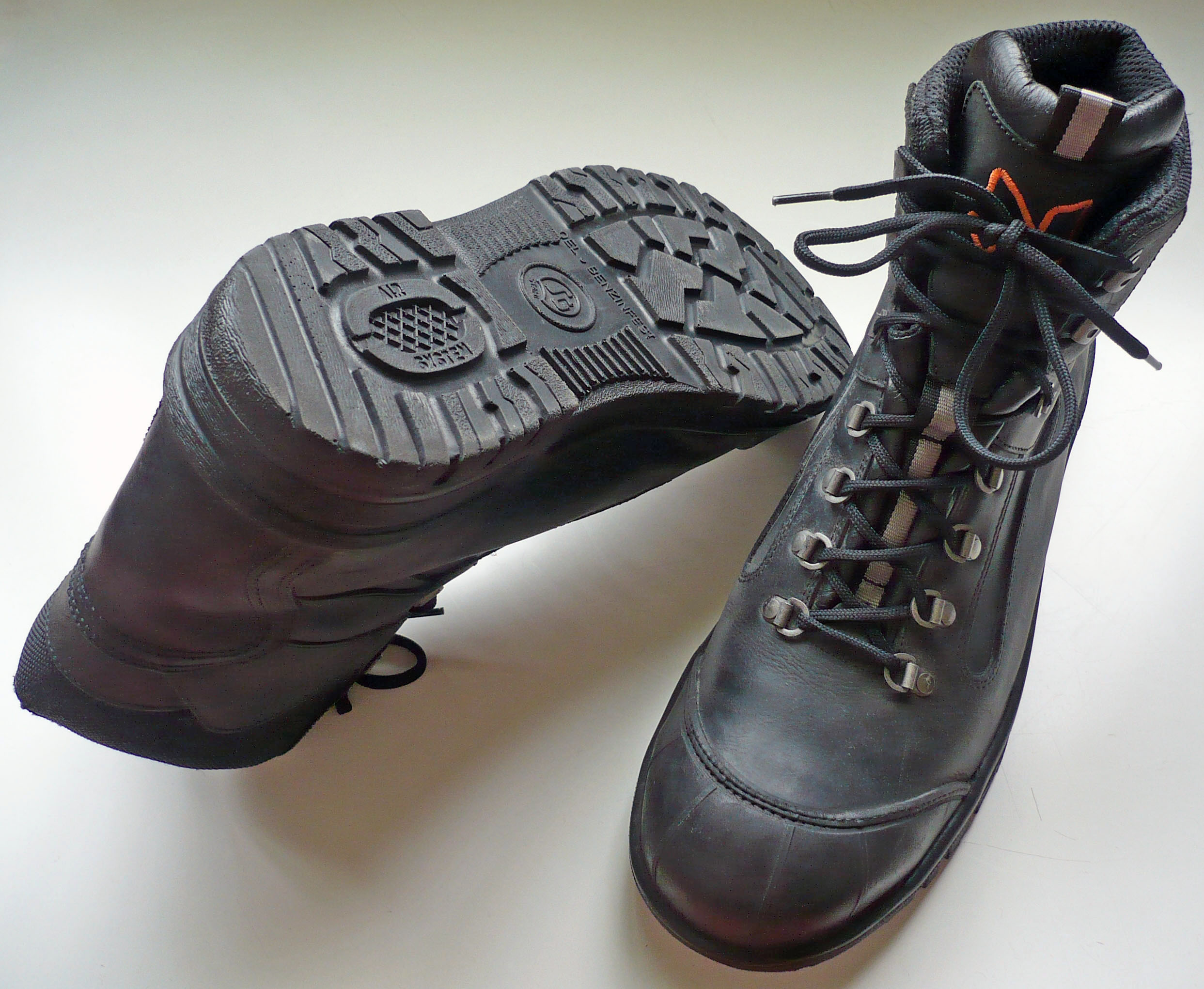
安全靴
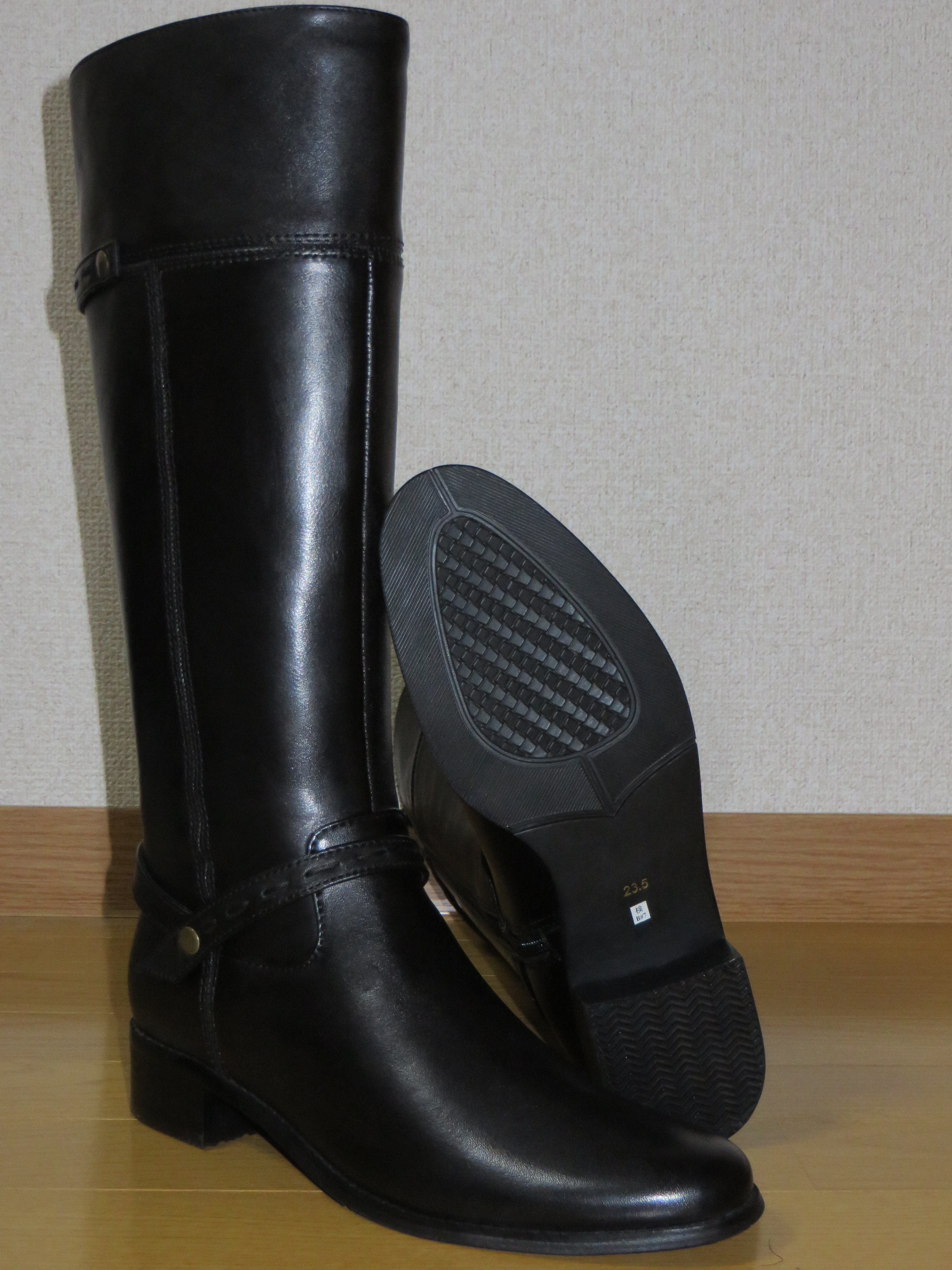
皮革長靴
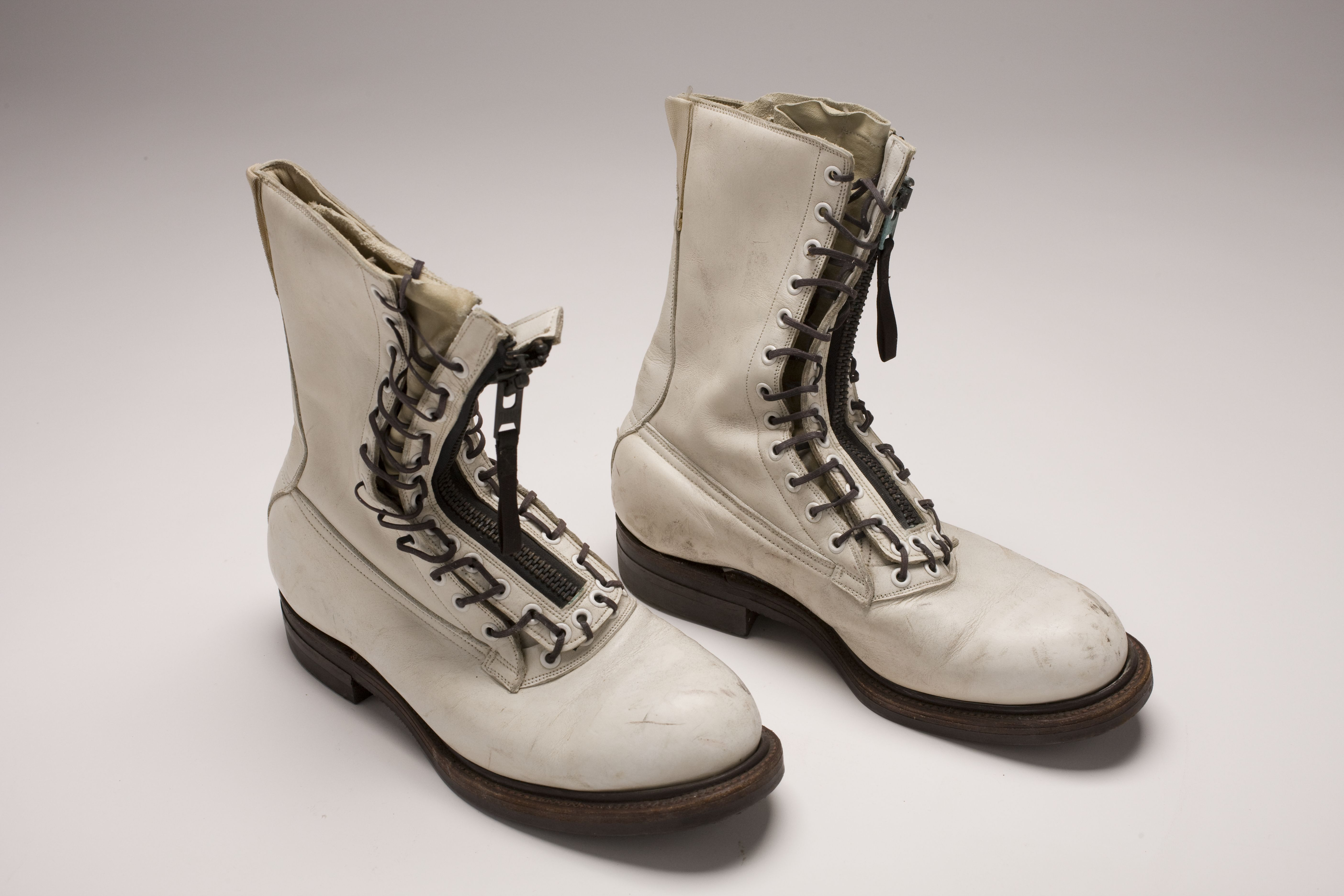
馬丁靴
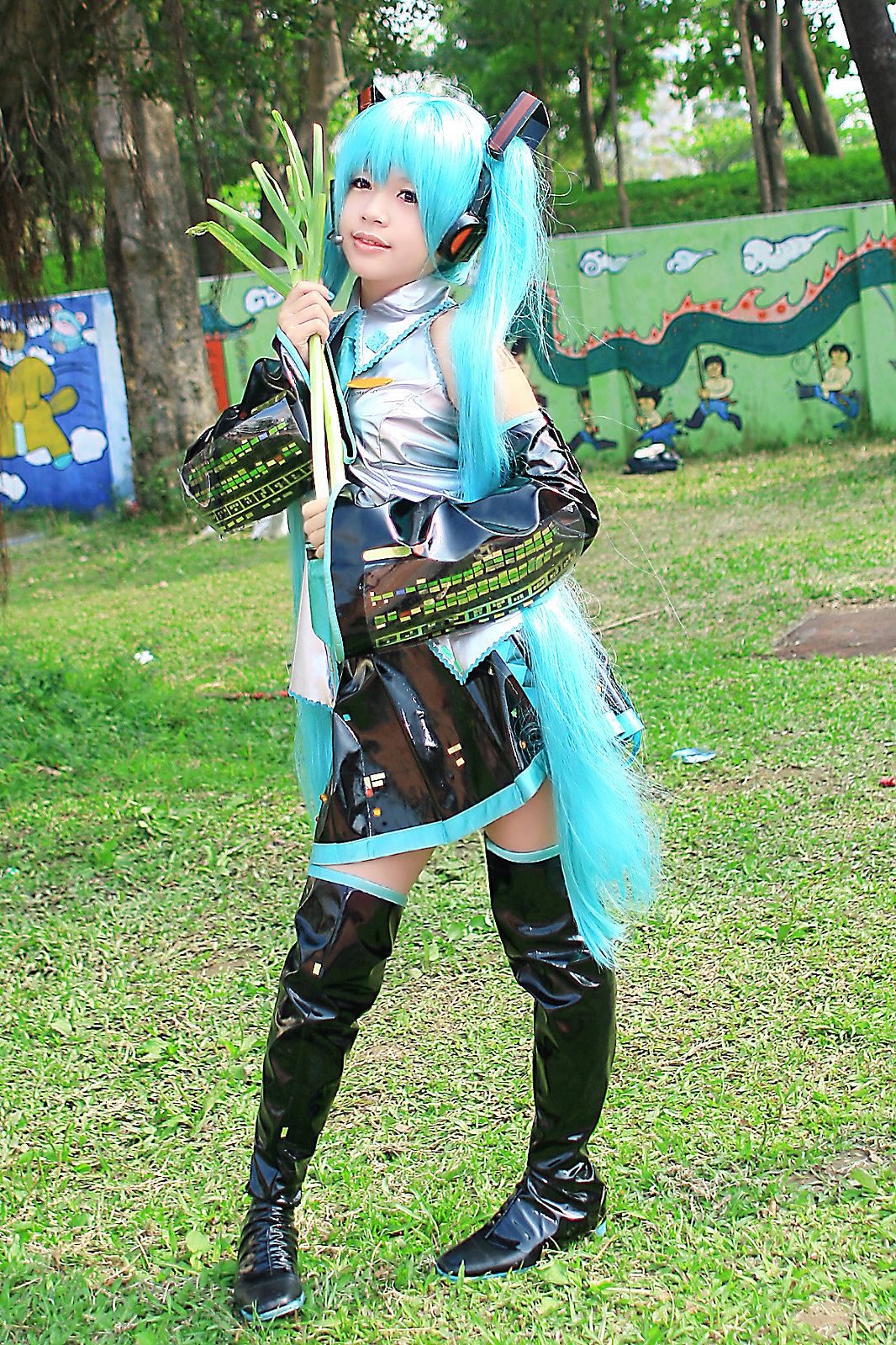
cosplay漆皮过膝靴
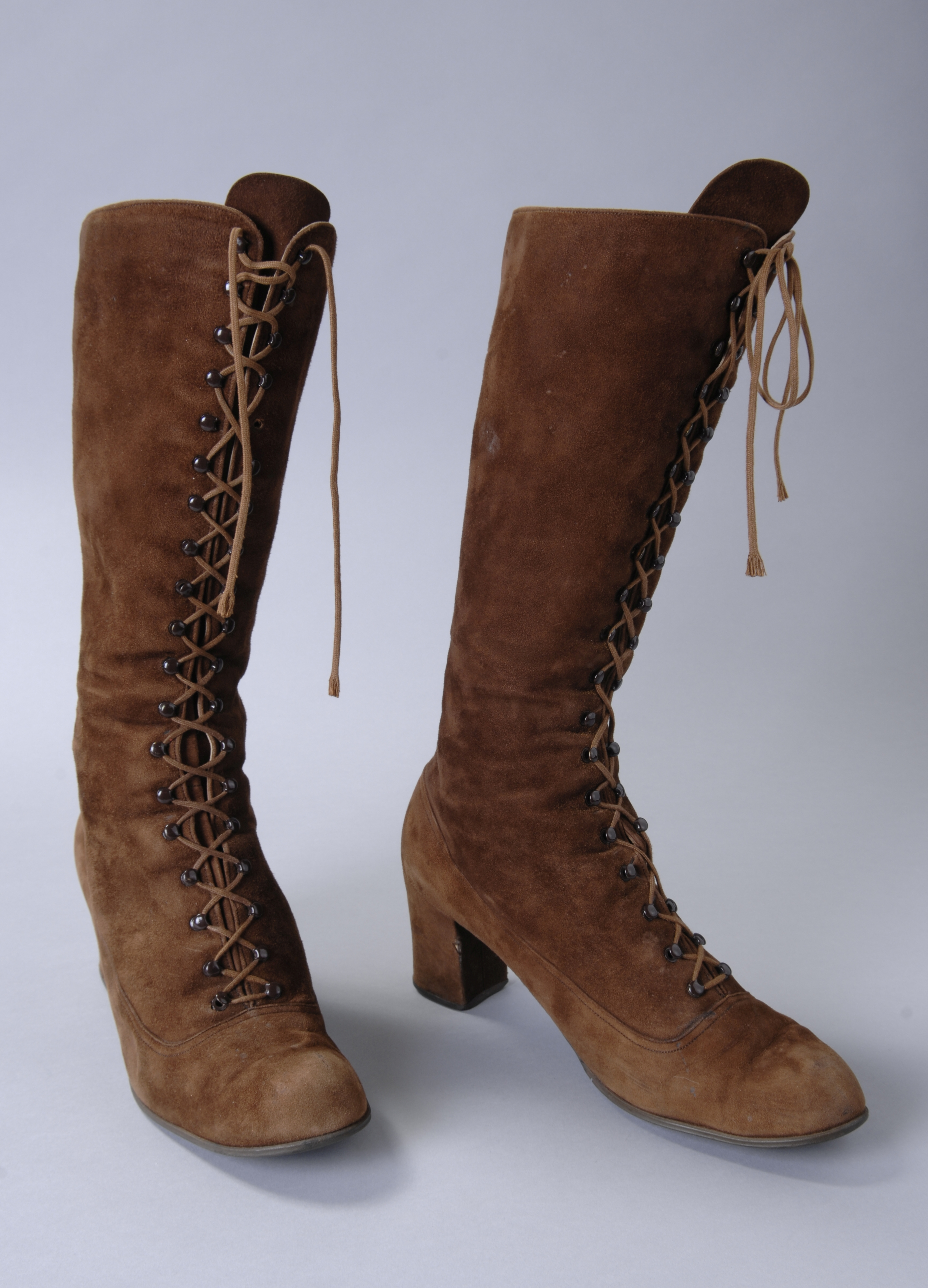
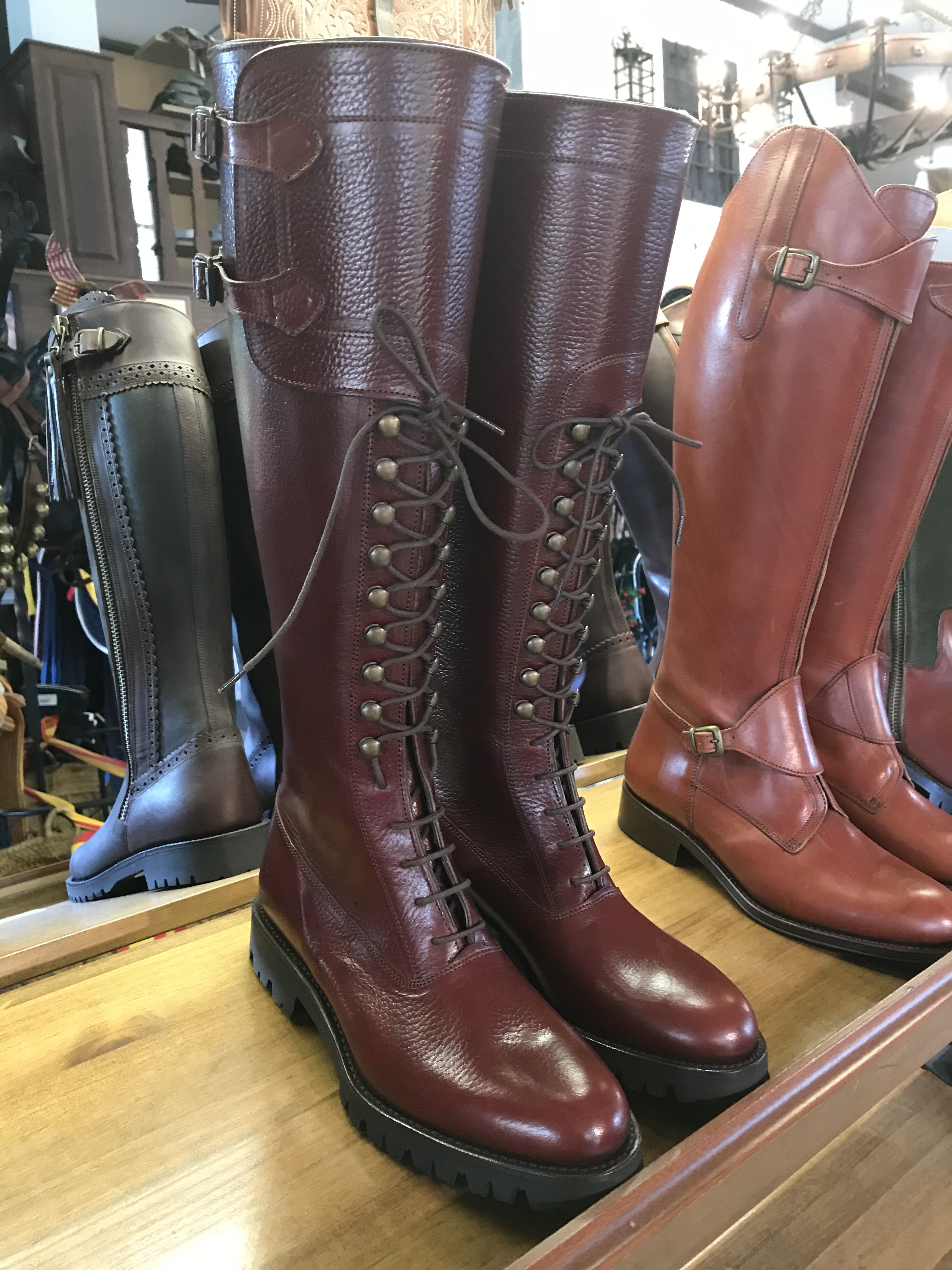
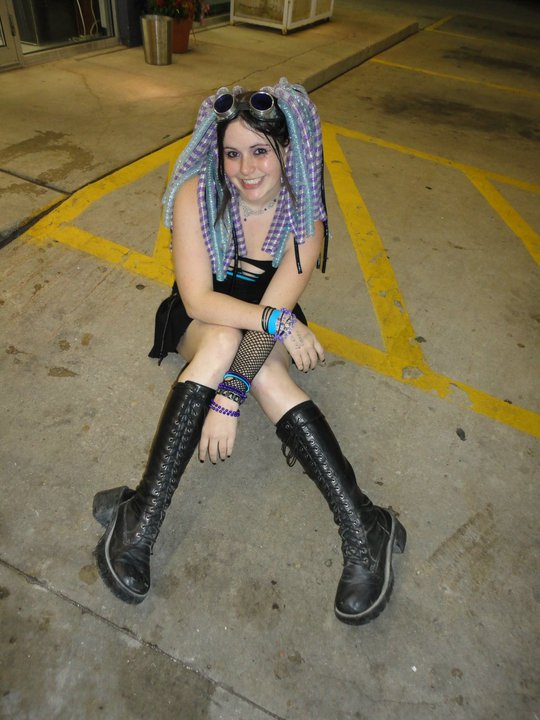

## 延伸阅读
[在维基数据编辑]
 《欽定古今圖書集成·經濟彙編·禮儀典·靴部》，出自陈梦雷《古今圖書集成》

## 外部連結
- 服裝歷史
- 靴的歷史